# Tagadás (nyelvészet)
A nyelvészetben a tagadás olyan művelet, amellyel a beszélő egy egész mondat vagy annak egy részének az ellenkezőjét fejezi ki.
A logikai tagadással (negációval) csak akkor esik egybe a nyelvtani, azaz mondat akkor valóban tagadó, ha az igaz állítást hamissá változtatja, pl. Feri nem magasabb az apjánál ’Nem igaz, hogy Feri magasabb az apjánál’. Viszont egy olyan mondat, mint Sok virágnak nincs illata, nem logikai tagadás, mivel nem tagadása a Sok virágnak van illata mondatnak, ugyanis mindkét kijelentés igaz.
A grammatikai tagadás lehet teljes, amikor az állítmány tagadott, vagy részleges, amikor csak a mondat egyik vagy másik része tagadott, pl. Nem ma jön el Anikó.
A tagadás tagadószók segítségével valósul meg. Egyes nyelvekben, mint a magyar, lehetséges az ún. „kettős tagadás”, azaz van egy vagy több elégséges, az állítmány tagadását egyedül is megvalósító tagadószó, pl. a magyar nem, és több másodlagos tagadószó, pl. a magyar soha. Másodlagos tagadószó használatakor az elégséges tagadószó elsődlegesnek számít. A sztenderd francia olyan nyelv, amelyben csaknem mindig kötelező a kettős tagadás, tehát mindig van egy elsődleges tagadószó, de az nem elégséges. Végül olyan nyelv is van, mint a sztenderd angol, amelyben nincs kettős tagadás, azaz elégségesek és egyedül használandók azok a tagadószók is, amelyeknek más nyelvekben másodlagosak felelnek meg.
Elégséges tagadószó lehet mondatszó is válaszként párbeszédben vagy mondatot helyettesítve, pl.:
- (románul) – Vii? – Nu ‘– Jössz? – Nem’;[5]
- (franciául) On ne sait pas encore si le taux de croissance de cette année atteindra ou non 2 % ‘Nem tudni, hogy az ez évi (gazdasági) növekedés el fogja-e érni a 2 %-ot vagy sem.’[6]

Másodlagos tagadószó is lehet elégséges, de csak mondatszóként, pl. (románul) – Cine vine? – Nimeni ’– Ki jön? – Senki’.
Bizonyos fajta kettős tagadás létezhet helyes mondatban még az angolban is, de ez hamis tagadás, valójában állításról van szó. Példák:
- (magyarul) Nem lehet nem szeretni;[2]
- (angolul) I’m not unhappy ’Nem vagyok boldogtalan’;[1]
- (románul) Nu e lipsit de interes să iei legătura cu el ’Nem érdektelen, hogy felvedd vele a kapcsolatot’.[7]

Másrészt tagadószó nélküli tagadó mondat is előfordul, például:
- szónoki kérdő-felkiáltó mondatban: (magyarul) Mit bánom én?;[2]
- gúnyos felkiáltó mondatban: (románul) Exact asta îmi trebuia acum! ’Pont ez kellett nekem most!’.[8]

Tagadásról van szó akkor is, amikor egyes szavakkal ellentétes jelentésűek keletkeznek szóalkotás útján. Így jönnek létre egyes nyelvekben másodlagos tagadószók, például a magyar nyelvben előtaggal a semennyi szó, de másféle szavak is, pl. képzéssel a szerencsétlen szó.

## A magyar nyelvben

### Elégséges tagadószók
Nem a következő helyzetekben használatos:
- mondatszóként válaszban vagy mondat helyettesítésére nem csak válaszban: – A színház mögött laksz? – Nem, előtte;[11]
- állítmány tagadására, amikor kijelentő módban vagy nem óhajt kifejező feltételes módban áll, valamint az igenevek tagadására:

Anikó ma nem jön el;
Nem mentem volna el;
- egyéb szavak tagadására, mint az állítmány: Nem Anikó jön el ma.[4]

A nem szót más szavak vagy kifejezések is helyettesíthetik, amelyek nyomatékosabb tagadást fejeznek ki, például:
Dehogy jövök vissza!;
– A fiad elutazik holnap? – Aligha.
Ne a következőkre szolgál:
- felszólító módú állítmány tagadása:

Ne menjetek haza!;
Kiült az erkélyre, hogy ne zavarja a füst;
- kívánságot kifejező feltételes módú állítmány tagadására: Bárcsak ne jönne el Anikó!;[4]
- kérdő-felkiáltó szónoki mondatban (hamis tagadás): Ki ne ismerné az elnököt?[4]

Sem és se az is ellentétei. Eloszlásuk ugyanaz, mint a nem, ne eloszlása. Azokban a szerkezetekben, amelyekben a ne használatos, csak a se helyes, de azokban, amelyekben a nem-et használják, a sem fakultatív változata a se. Helyettesítik a nem, ne szókat, ha az alany áll a mondat elején a leghangsúlyosabb mondatrészként:
Anikó se(m) jön el ma;
Anikó se jöjjön el!;
Péter se ismerné az elnököt?
A létigének szuppletív tagadó alakjai vannak kijelentő mód harmadik személyben: van kenyér – nincs kenyér, vannak jó megoldások – nincsenek jó megoldások.
Az is van, is vannak szócsoportok ellentétei sincs, sincsenek: Egyetlen rossz tanítványom sincs.

### Másodlagos tagadószók
Ezek a szavak tagadó határozószók és tagadó határozatlan névmások. A legtöbb kérdő szavakból keletkezik a sem és változatai adta előtagokkal. Másodlagos tagadószó elsődleges tagadószóval, a nincs igével vagy a sincs igével együtt van a mondatban. Az elsődleges tagadószók n, illetve s kezdetű változatai alternatívak azon szerkezetekben, amelyekben a másodlagos tagadószóra esik a főhangsúly:
Sehol nem/se(m) találom a szemüvegemet;
Sehova ne/se menjünk!;
Senkivel nem/se(m) találkoztam az úton;
Semmi nincs/sincs a szekrényben.
A fentiekkel azonos értelmű szerkezetekben, azzal a különbséggel, hogy az elsődleges tagadószón van a főhangsúly, használható elsődleges tagadószó, a nincs ige vagy a sincs ige csak másodlagos tagadószóval együtt, vagy fakultatívan a sem, se szavakkal is, nyomatékosítás céljából:
Nem találkoztam senkivel [se(m)] az úton;
Nincs semmi [se(m)] a szekrényben.
Nem ritka a magyarban az egynél több másodlagos tagadószó használata: Soha senkit nem ismer meg.
Tagadószókon kívül szóképzés útján keletkeznek egyes melléknevek ellentétes jelentésű párjai is, fosztóképzőkkel:
- a -tlan/-tlen, -talan/-telen képzővel főnevekből: sótlan, erőtlen, haszontalan, értéktelen stb.;[20]
- az -atlan/-etlen képzővel igékből, beleértve ható igékből: váratlan, ismeretlen,[20] pótolhatatlan, érthetetlen stb.[21]

## Az angol nyelvben
Az angolban a tagadó mondatszó a no ’nem’: – Will I need to change? – No, it's a direct service ’– Át kell-e szállnom? – Nem, ez közvetlen járat’.
Teljes és részleges tagadásra a not ’nem, ne’ szót használják. Az állítmány tagadásakor segédige vagy modális ige is használatos az ige előtt, olyan igealakokkal is, amelyek állító változatában nincs ilyen ige. A not alakja változatlan, amikor hangsúlyos, nyomatékosabb tagadás céljából: Some people have not read the book ’Egyes emberek nem olvasták a könyvet’.
Nyomatékosítás nélkül a not egybeolvad a segéd- vagy a modális igével:
I don't like horror films ’Nem szeretem a horrorfilmeket’;
We won't forget your kindness ’Nem fogjuk elfelejteni a kedvességedet/ kedvességeteket/ kedvességét/ kedvességüket’.
Csupán a be létige kijelentő mód „egyszerű jelen”-nek és „egyszerű múlt”-nak nevezett alakjaival nem használatos segédige: East London is not on most tourist maps ’Kelet-London nincs meg a legtöbb turistatérképen’.
Amikor a tagadás nem nyomatékos, not ezzel is egybeolvad: These shoes aren't very comfortable ’Ez a cipő nem valami kényelmes’.
Részleges tagadásban a not szó a tagadott szó előtt áll:
I ordered tea, not coffee ’Teát rendeltem, nem kávét’;
There's a cinema not far from here ’Van egy mozi nem messze innen’.
A sztenderd angolban a magyar másodlagos tagadószóknak megfelelők a not nélkül fejezik ki a tagadást, nem helyes a kettős tagadás:
I saw nothing suspicious ’Nem láttam semmi gyanúsat’;
He was never a doctor ’Soha sem volt orvos’;
– I can't understand this. – Neither/Nor can I ’– Nem tudom ezt megérteni. – Én se tudom’.
A no szó ilyen esetekben is használatos: There's no change ’Nincs (semmi) változás’.
Az angolban is vannak a magyar se(m) alkotásával analóg tagadószó-alkotások: nobody ’senki’, nothing ’semmi’, nowhere ’sehol’. Vannak tagadószókon kívül is tagadott alakú szavak. Egyesek előképzősek, amelyek közül a legtöbb a latin nyelvből származó jövevény, pl. non-smoker ’nemdohányzó’, de van protogermán eredetű is, pl. unhappy ’boldogtalan’. Más ilyen jellegű szavak a -less utóképzővel alkotott melléknevek, pl. powerless ’erőtlen’.

## A francia nyelvben

### Tagadószók és szókapcsolatok
Non ’nem’ elsősorban mondatszóként használt, válaszként vagy mondatot helyettesítve:
– Veux-tu du café ? – Non, merci ’– Kérsz kávét? – Köszönöm, nem’;
On ne sait pas encore si le taux de croissance de cette année atteindra ou non 2 % ’Nem tudni, hogy az ez évi (gazdasági) növekedés el fogja-e érni a 2 %-ot vagy sem’.
Használják részleges tagadásban is: Le champagne se boit frais mais non glacé ’A pezsgőt hidegen isszák, de nem jéghidegen’.
Pas ’nem’ inkább másodlagos tagadószó az állítmány tagadásában (lásd lentebb), de megvan részleges tagadásban is, mint a non, olykor fakultatívan helyettesítve azt: La petite Camille veut un gâteau au chocolat et pas un autre ’A kis Camille csokoládés süteményt akar, nem másat’.
Non pas ’nem’ olyan szókapcsolat, amellyel a részleges tagadás nyomatékosabb: Le mot ici est un adverbe et non pas une préposition ’Az ici határozószó, nem elöljáró’.
Non plus ’sem’ is részleges tagadásban használt szókapcsolat: Elle ne veut pas se marier, lui non plus ’A lány/nő nem akar megházasodni, és a fiú/férfi sem’.

### Tagadó szerkezetek
A sztenderd franciában az igét és az igenevet csaknem mindig két tagadószóval kötelező tagadni. Az egyik, egyben az első, kötelezően ne (magánhangzó előtt n’) ’nem, ne’. A második legtöbbször pas, amely nem fordítható le kettős tagadásban, csak ne-vel együtt felel meg ’nem, ne’-nek: Jean n’aime pas voyager ’Jean nem szeret utazni’.
A tagadást nyomatékosabbá teszi, ha a pas-t a du tout ’egyáltalán’ szócsoport követi: Je ne comprends pas du tout ton attitude ’Egyáltalán nem értem az álláspontodat’.
Használható még együtt az encore ’még’ korlátozó szóval: Il n’a pas encore réservé sa place ’Még nem foglalta le a helyét’.
Egyéb másodlagos tagadószók is ne-vel használtak, kötelezően helyettesítve a pas-t. Többnyire tagadó határozatlan névmások vagy határozószók:
Depuis son accident, il ne fait plus de sport ’Betegsége óta már nem sportol’;
On n’entend jamais parler de lui ’Soha sem hallani róla’;
Je ne connais personne dans cette ville ’Senkit sem ismerek ebben a városban’.
Az állítmány és a halmozott alany, tárgy vagy határozó tagadása a ne-vel és a megismételt ni ’sem’-mel történik: Il n’y a ni école ni mairie dans ce village ’Nincs se iskola, se polgármesteri hivatal ebben a faluban’.
Az első ni helyett a pas is használható: Il n’y a pas d’école ni de mairie… ’Nincs iskola, és polgármesteri hivatal se…’
Egynél több másodlagos tagadószó is használható: Je n’ai plus aucun espoir ’Nincs már egyetlen reményem sem’.
A pas szót helyettesíti a que ’csak’ is korlátozó szerkezetben: Je n’ai qu’un billet de 20 euros ’Csak egy 20 eurós bankjegyem van’.
A ne helye az ige vagy az igenév előtt van, de nem mindig közvetlenül: A főnévi igenév tagadásakor rendszerint a ne és a másodlagos tagadószók, egyes kivételekkel, egymás mellett az igenév előtt állnak: On demande aux visiteurs de ne pas prendre de photos dans le musée ’Arra kérjük a látogatókat, hogy ne fényképezzenek a múzeumban’.
A hangsúlytalan személyes névmások a ne után helyezkednek el: Il ne lui dit pas toute la vérité ’Nem mondja neki a teljes igazságot’.

### A tagadás által okozott változások
A változások egyike a határozatlan névelő és az anyagnévelő helyettesítése a de elöljárószóval bizonyos esetekben:
Les étudiants ont posé des questions ’A diákok kérdéseket tettek fel’ → … n’ont pas posé de questions ’… nem tettek fel kérdéseket’;
Il y a encore de la neige sur les toits des maisons ’Van még hó a házak tetején’ → Il n’y a plus de neige… ’Nincs már hó…’
Egy másik következménye a tagadásnak az oui ’igen’ mondatszó helyettesítése si ’de igen’-nel: – Tu viens déjeuner ? – Oui, j’arrive ’– Jössz ebédelni? – Igen, jövök’ vs. – Tu ne viens pas déjeuner ? – Si, j’arrive ’– Nem jössz ebédelni? – De igen, jövök’.

### Alkotott szavak
A franciában a másodlagos tagadószók nem alkotottak, de egyéb tagadó jelentésű szavak igen.
A non és a pas megvannak előtagokként is: un non-voyant ’vak’ (szó szerint ’nem látó’), une lettre non signée ’aláíratlan levél’. Pas csak melléknevekkel használt: du linge pas repassé ’vasalatlan fehérnemű’.
Vannak előképzőkkel alkotott szavak is: apesanteur ’súlytalanság’ insuccès ’kudarc’ (jövevény képzők), mécontent ’elégedetlen’ (örökölt képző).

## A közép-délszláv diarendszerben
A közép-délszláv diarendszer nyelveiben (bosnyák, horvát, montenegrói, szerb) egyetlen elégséges tagadószó van, ne ’nem’, pl. (szerbül) Lift ne radi ’A lift nem működik’.
Egyes esetekben a ne előtaggá válik. Alakja nem változik, amikor:
- az imati ’birtokolni’ igét tagadja, de kiesik ennek a kezdeti magánhangzója: (montenegróiul) Nemam pri sebi ničega za pisanje ’Nincs nálam semmiféle írószerszám’;[34]
- a (szerbül) hteti / (horvátul), (bosnyákul), (montenegróiul) htjeti ’akarni’ igét tagadja, de kiesik ennek kezdeti szótagja, úgy lexikai jelentésével, mint segédigeként használtan: (horvátul) Neću ostati! ’Nem akarok maradni!’ vagy ’Nem fogok maradni!’;[35]
- hiányos, csak tagadó alakú segédigével használt a tiltás egyik kifejezésére: (szerbül) Nemoj mi smetati! ’Ne zavarj!’[36]

A biti létige az egyetlen, amellyel a ne- előtag ni- alakú lesz: (horvátul) Nisam bio gladan ’Nem voltam éhes’.
A másodlagos tagadószókat a ne-vel együtt használják.
A ’sem’ megfelelője rendszerint ni: (horvátul) Ni noću nisu mirovali ’Éjjel sem pihentek’.
Amikor még egy másodlagos tagadószó van a mondatban, a ni-t i helyettesíti: (horvátul) Ali njih nitko i ne gleda ’De rájuk nem is néz senki’.
A másodlagos tagadószók főleg kérdő határozószókból és névmásokból keletkeznek a ni- előképzővel:
(horvátul) I nigdje nema nikoga! ’És sehol sincs senki!’;
(horvátul) Mi nećemo nikuda otići ’Mi sehova se fogunk menni’;
(szerbül) Ništa se ne događa ’Semmi se történik’;
(szerbül) Ne sviđa mi se nijedan ’Egyik se tetszik’.
Vannak ellentétes jelentésű szavak alkotására használt előképzők is. Bez- módosulhat a szó első mássalhangzójának a hatására: (szerbül) bezalkoholan ’alkoholmentes’, bezakonje ’törvénytelenség’, beskučnik ’hajléktalan’, beščastan ’becstelen’. Egy másik előképző a ne-: nezdrav ’egészségtelen’, neretko ’nemritkán’.

## A román nyelvben
A románban is csak egyetlen elsődleges tagadószó van, nu ’nem, ne’, a fakultatív n- változattal magánhangzó előtt. Használják:
- mondatszóként: – Vii? – Nu ’– Jössz? – Nem’;
- mindegyik igemódú ige és az igenevek tagadására: N-am auzit ’Nem hallottam’;
- részleges tagadásra: Nu el vine ’Nem ő jön’.

Az igeneveket kétféleképpen lehet tagadni. Az egyik eszköz a ne- előképző: neștiind (határozói igenév) ’nemtudva’, nefăcut (melléknévi igenév) ’meg nem tett’, de necrezut (supinum) ’hihetetlen’. A nu-val is tagadhatóak, de különböző jelentéssel, pl. Nu muncind s-a îmbolnăvit ’Nem azért betegedett meg, mert dolgozott’ (szó szerint ’Nem dolgozva betegedett meg’) vs. Nemuncind s-a îmbolnăvit ’Azért betegedett meg, mert nem dolgozott’ (szó szerint *’Nemdolgozva betegedett meg’).
A románban is van kétszeres és többszörös tagadás. Ige és igenév tagadásakor mindig jelen kell lennie a nu tagadószónak. A ’sem’ jelentésű nici szó is csak másodlagos lehet: Nici nu vreau să aud! ’Hallani sem akarok róla!’ Példa többszörös tagadásra N-a venit nimeni niciodată ’Soha senki nem jött’.
Több másodlagos tagadószó az előtagként használt nici-el keletkezik: nicicând ’soha’, nicicum ’sehogy’, niciunde ’sehol’, niciunul ’egyik sem’.
Más szavakkal ellentétes jelentésű egyéb szavak főleg a ne- előképzővel alkotottak: neîncredere ’bizalmatlanság’, neacoperit ’fedetlen’.

## Kapcsolódó szócikk
- Negáció